# Grigorij Bieżanow
Grigorij Akimowicz Bieżanow (ros. Григорий Акимович Бежанов, ur. 1897 w Tyflisie, zm. 14 maja 1965 tamże) – funkcjonariusz NKWD, generał major.

## Życiorys
Ormianin, syn krawca-chałupnika, 1917 skończył szkołę handlową w Tbilisi, po czym studiował na wydziale medycznym uniwersytetu w Tbilisi. 1919-1920 referent w 11. baterii górskiej Armii Dasznackiej w guberni erywańskiej, od 1920 w Armii Czerwonej, od 1921 w RKP(b). 1921-1923 w organach transportu Czeki w Tbilisi, potem wicedyrektor zarządu Kolei Zakaukaskiej. 1929 eksternistycznie zdał egzaminy z 4 lat studiów w tbiliskim Instytucie Inżynierów Transportu. Od 1931 w zarządach transportu w OGPU, od 1941 szef Oddziału Transportowego Kolei Oktiabrskiej, od 1943 zastępca szefa Zarządu NKGB Kraju Stawropolskiego, X 1944 - XII 1947 narkom/minister bezpieczeństwa państwowego Kabardyno-Bałkarskiej ASRR. Jednocześnie VI 1945 - IX 1946 szef sektora operacyjnego NKWD/MWD Turyngii, od 9 lipca 1945 w stopniu generała majora. XII 1947 aresztowany, 17 X 1951 skazany na 10 lat więzienia i pozbawienie praw publicznych na 3 lata, uchwałą Rady Ministrów ZSRR z 30 X 1951 pozbawiony stopnia generała majora jako osoba skazana "za nadużycie stanowiska służbowego i zawłaszczenie mienia socjalistycznego". Decyzją Sądu Najwyższego ZSRR z 23 lipca 1953 wyrok unieważniono, a sprawę umorzono. Zrehabilitowany i 1 sierpnia 1953 zwolniony do rezerwy Ministerstwa Obrony z powodu choroby.
Odznaczony Orderem Czerwonego Sztandaru (8 marca 1944).